# Štefan Peciar
Štefan Peciar (ur. 15 października 1912 w Nedanovcach, okr. Topolczany; zm. 24 stycznia 1989 w Bratysławie) – słowacki językoznawca. Zajmował się slawistyką oraz fonetyką i fonologią literackiej słowacczyzny, a także leksykologią i leksykografią.

## Życiorys
W latach 1932–1937 studiował slawistykę i germanistykę na Wydziale Filozoficznym Uniwersytetu Karola w Pradze. W 1938 r. otrzymał „mały doktorat” (PhDr.), w 1964 r. zaś uzyskał stopień kandydata nauk. W latach 1941–1943 był pracownikiem naukowym Słowackiego Towarzystwa Naukowego w Bratysławie, a w latach 1943–1947 pracownikiem naukowym Słowackiej Akademii Nauk. W okresie 1946–1947 pełnił funkcję szefa prezydium Akademii. 1947–1949 piastował stanowisko lektora języka czeskiego i słowackiego na Królewskim Uniwersytecie w Lund, 1949–1985 pracował w Instytucie Językoznawstwa im. Ľudovíta Štúra w Bratysławie.
Był zaangażowany w tworzenie Slovníka slovenského jazyka. Do jego zainteresowań naukowo-badawczych należały również kwestie stylistyki oraz problematyka kultury języka. Ogłosił liczne publikacje poświęcone przepisom ortograficznym języka słowackiego; pod jego kierownictwem opracowano Pravidlá slovenského pravopisu z roku 1953 i ich dalsze wydania. Badał ponadto strukturę gramatyczną języka słowackiego i relacje między czeszczyzną a słowacczyzną. Był współautorem licznych podręczników i publikacji językoznawczych.
W 1972 r. został uhonorowany odznaczeniem Za zásluhy o výstavbu. Za zasługi w dziedzinie nauk społecznych otrzymał złotą odznakę honorową Ľudovíta Štúra (1977) oraz srebrną odznakę honorową Josefa Dobrovského (1982).

## Wybrana twórczość
- K pojmu norma, úzus, priemerný úzus (1978)
- Česko-slovenský slovník (współautorstwo, 1979)
- K vymedzeniu pojmu jazykovej chyby (1979)
- Vzťah polysémie a homonymie (1980)
- Súčasná slovenská lexikografia (1982)